# Łęgi (Męcina)
Łęgi – część wsi Męcina w Polsce, położona w województwie małopolskim, w powiecie limanowskim, w gminie Limanowa.
W latach 1975–1998 Łęgi administracyjnie należały do województwa nowosądeckiego.